# Amor a la Mexicana
През 1997, Емилио Естефан Jr. продуцира шестия студиен албум на Талия – Amor a la Mexicana. Повечето от песните в този албум са написани от Кике Сантадер, чието дело е и първия ѝ световен хит – Piel Morena. Албумът съдържа велики хитове на Талия като Amor a la Mexicana, Por Amor, и Mujer Latina. Бразилското издание на албума съдържа и 3 песни на португалски. Във Франция, той бил издаден под името Por Amor, съдържайки 2 бонус ремикса. Ремиксът на Amor a la Mexicana е главният сингъл на албума. В резултат на това, сингълът е добре промотиран и достига 11 позиция във Франция. Също така албумът достига първа позиция в много държави, като до днес от него са продадени повече от 4 милиона копия.

## Песни
1. Por Amor
2. Noches Sin Luna
3. Mujer Latina
4. Amor a la Mexicana
5. Rosas
6. Echa Pa'Lante
7. Ponle Remedio
8. Es Tu Amor
9. De Donde Soy
10. Dicen Por Ahi

## Сингли
- Amor a la Mexicana
- Por Amor
- Noches Sin Luna
- Ponle Remedio
- Mujer Latina
- Es Tu Amor